# جیسون رابرتز (بازیکن فوتبال)
جیسون رابرتز (انگلیسی: Jason Roberts؛ زادهٔ ۲۵ ژانویهٔ ۱۹۷۸) یک بازیکن فوتبال در پست مهاجم اهل گرنادا است.

## باشگاهی
از باشگاه‌هایی که در آن بازی کرده‌است می‌توان به بلکبرن روورز، پورتسموث، باشگاه فوتبال بریستول راورز، ریدینگ، باشگاه فوتبال تورکی یونایتد، باشگاه فوتبال بریستول سیتی، ولورهمپتون واندرز، وست برومویچ آلبیون، ویگان اتلتیک اشاره کرد.

## تیم ملی
وی همچنین در تیم ملی فوتبال گرنادا بازی کرده است.